# UCI-Trial-Weltcup 2025
Beim UCI-Trial-Weltcup 2025 werden durch die Union Cycliste Internationale die Weltcupsieger im Trial ermittelt. Wie im Vorjahr gibt es Wettbewerbe für Männer 20 Zoll, Männer 26 Zoll und für Frauen in der offenen Klasse.

## Ablauf
Der Terminkalender wurde Ende September 2024 veröffentlicht, wobei der zweite Termin noch verschoben und der Ort der dritten Runde später festgelegt wurde.
- Valbirse: 4.–6. Juli
- Krynica: 1.–3. August
- Cordon: 12.–14. September

Der dritte und letzte Weltcup zählt nach dem Reglement doppelt.

## Männer 20 Zoll
| # | Datum         | Ort      | Erster             | Zweiter          | Dritter       |
| - | ------------- | -------- | ------------------ | ---------------- | ------------- |
| 1 | 6. Juli       | Valbirse | Alejandro Montalvo | Robin Berchiatti | Borja Conejos |
| 2 | 3. August     | Krynica  | Alejandro Montalvo | Robin Berchiatti | Eloi Palau    |
| 3 | 14. September | Cordon   |                    |                  |               |

## Männer 26 Zoll
| # | Datum         | Ort      | Erster      | Zweiter       | Dritter          |
| - | ------------- | -------- | ----------- | ------------- | ---------------- |
| 1 | 6. Juli       | Valbirse | Jack Carthy | Daniel Barón  | Oliver Weightman |
| 2 | 3. August     | Krynica  | Jack Carthy | Charlie Rolls | Julen Saenz      |
| 3 | 14. September | Cordon   |             |               |                  |

## Frauen
| # | Datum         | Ort      | Erste      | Zweite     | Dritte     |
| - | ------------- | -------- | ---------- | ---------- | ---------- |
| 1 | 6. Juli       | Valbirse | Vera Barón | Alba Riera | Nina Vabre |
| 2 | 3. August     | Krynica  | Alba Riera | Vera Barón | Nina Vabre |
| 3 | 14. September | Cordon   |            |            |            |